# 貝西·羅素
伊莉莎白·羅素（英語：Elizabeth Russell，1963年9月6日—），美國女演員。她較知名的作品如電影《女子私校》（1983年）和《假小子》（1985年）。2006年至2010年間，她在《奪魂鋸》系列電影中飾演吉兒·塔克一角。

## 私生活
羅素居住於加利福尼亞州馬里布。
1988年8月，羅素和迪克·范·派頓之子兼演員文森·范·派頓訂婚。九個月後，兩人於1989年5月27日在北好萊塢結婚。他們的婚禮在男方父親於謝爾曼奧克斯的家中舉行，且有許多名流出席。這對夫妻離婚於2001年；在此前，他們育有兩子，分別為李察·范·派頓（Richard Van Patten，出生於1993年3月）和小文森·范·派頓（Vincent Van Patten, Jr.，出生於1995年9月3日）。此外，羅素也曾和製片人馬克·伯格訂過婚。

## 外部連結
- 官方网站
- 貝西·羅素在互联网电影资料库（IMDb）上的資料（英文）
- 在AllMovie上貝西·羅素的頁面（英文）